# پیتر سولان (کارگردان)
پیتر سولان (انگلیسی: Peter Solan; ۲۵ آوریل ۱۹۲۹ – ۲۱ سپتامبر ۲۰۱۳) مستندساز و کارگردان اهل کشور اسلواکی بود.